# 第9回ニューヨーク映画批評家オンライン賞
9th NYFCO Awards

2009年12月13日

作品賞: 

 アバター 
第9回ニューヨーク映画批評家オンライン賞（だい9かいニューヨークえいがひひょうかオンラインしょう）は、2009年の映画に贈られる賞で、2009年12月13日に発表された。

## トップ10作品
（アルファベット順）
- 『アドベンチャーランドへようこそ』
- 『アバター』
- 『ファンタスティック Mr.FOX』
- 『ハート・ロッカー』
- 『イングロリアス・バスターズ』
- 『メッセンジャー』
- 『プレシャス』
- 『シリアスマン』
- Two Lovers
- 『カールじいさんの空飛ぶ家』
- 『マイレージ、マイライフ』

## 受賞一覧
- 主演男優賞:
  - ジェフ・ブリッジス - 『クレイジー・ハート』

- 主演女優賞:
  - メリル・ストリープ - 『ジュリー&ジュリア』

- アニメ映画賞:
  - 『カールじいさんの空飛ぶ家』

- キャスト賞:
  - In the Loop

- 撮影賞:
  - 『イングロリアス・バスターズ』 - ロバート・リチャードソン

- 新人監督賞:
  - マーク・ウェブ - 『(500)日のサマー』

- 監督賞:
  - キャスリン・ビグロー - 『ハート・ロッカー』

- ドキュンタリー映画賞:
  - 『ザ・コーヴ』

- 作品賞:
  - 『アバター』

- 音楽賞:
  - 『クレイジー・ハート』 - スティーヴン・ブルトン、T＝ボーン・バーネット、ジェフ・ポラック

- 外国語映画賞:
  - 『白いリボン』（ ドイツ）

- 脚本賞:
  - クエンティン・タランティーノ - 『イングロリアス・バスターズ』

- 助演男優賞:
  - クリストフ・ヴァルツ - 『イングロリアス・バスターズ』

- 助演女優賞:
  - モニーク - 『プレシャス』

- ブレイクスルー演技賞:
  - クリストフ・ヴァルツ - 『イングロリアス・バスターズ』

| ニューヨーク映画批評家オンライン賞      | ニューヨーク映画批評家オンライン賞                   | ニューヨーク映画批評家オンライン賞       |
| --------------------------------------- | ---------------------------------------------------- | ---------------------------------------- |
| 前回 （2008年度）                       | 第9回ニューヨーク映画批評家オンライン賞 （2009年度） | 次回（2010年度）                         |
| 第8回ニューヨーク映画批評家オンライン賞 | 第9回ニューヨーク映画批評家オンライン賞 （2009年度） | 第10回ニューヨーク映画批評家オンライン賞 |